# 12223 Госкін
12223 Госкін (12223 Hoskin) — астероїд головного поясу, відкритий 8 жовтня 1983 року.
Тіссеранів параметр щодо Юпітера — 3,208.